# Словик, Эдвард Дональд
Эдвард Дональд Словик (англ. Edward Donald Slovik; 18 февраля 1920, Детройт — 31 января 1945) — рядовой армии США во время Второй мировой войны, являющийся единственным американским солдатом, который был подвергнут военному трибуналу и казнён за дезертирство со времён гражданской войны в США.
Хотя более 21 000 американских солдат получили различные наказания за дезертирство во время Второй мировой войны, в том числе 49 смертных приговоров, Словик был единственным, чей смертный приговор был приведён в исполнение.

## Ранняя жизнь и призыв
Словик родился в польско-американской семье в Детройте, Мичиган. Будучи несовершеннолетним, он часто арестовывался. В первый раз, когда ему было 12 лет, он и несколько его друзей ворвались в литейную, чтобы украсть латунь. Между 1932 и 1937 годами он был пойман несколько раз за мелкие кражи, кражи со взломом и нарушение общественного порядка. В октябре 1937 года он был отправлен в тюрьму, но затем условно освобождён в сентябре 1938 года. После угона и разбития машины с двумя друзьями, когда он был пьян, его снова отправили в тюрьму в январе 1939 года.
В апреле 1942 года Словик был условно освобождён ещё раз и получил работу в Montella Plumbing and Heating в Дирборне. Там он встретил женщину, которая стала его женой, Антуанетту Вишневски, в то время работавшую бухгалтером Джеймса Монтелла. Они поженились 7 ноября 1942 года и жили у её родителей. Судимость Словика классифицировала его как непригодного для службы в армии США (4F), но после первой годовщины свадьбы Словик был переведён в категорию 1 — пригоден для выполнения воинских обязанностей, а затем призван в армию. Его личный номер — 36 896 415.
Словик прибыл в Форт Уолтерс в Техасе для прохождения начальной военной подготовки 24 января 1944 года. В августе он был отправлен во Францию. Прибыв туда 20 августа, он был одним из 12, входящих в подкрепление для роты G 109-го пехотного полка, 28-я пехотная дивизия.

## Дезертирство
На пути к подразделению Словик и его друг, рядовой Джон Тэнки, укрылись от артобстрела и отделились от своего отряда подкрепления. Это был момент, когда Словик, как он позже заявил, понял, что он «не был создан для боя». На следующее утро они обнаружили канадских военных полицейских и оставались с ними в течение следующих шести недель. Тэнки писал в полк, объясняя их отсутствие, прежде чем он и Словик прибыли в расположение части 7 октября 1944 года.
8 октября, на следующий день, Словик сказал своему командиру роты, капитану Ральфу Гротте, что он был «слишком напуган» службой в стрелковой роте, и попросил перевести его в тыл. Он сказал Гротте, что он сбежит, если его назначат стрелком, и спросил капитана, будет ли это дезертирством. Гротте подтвердил, что будет. Он отказал в просьбе Словику и послал его в стрелковый взвод.
На следующий день, 9 октября, Словик дезертировал. Джон Тэнки догнал его и попытался уговорить остаться, но Словик отказался. Словик прошёл несколько километров в тыл и, встретив повара из штабного отряда, дал ему записку, где написал о своём побеге, если его отправят в зону боевых действий. Повар вызвал своего ротного командира и сотрудника военной полиции, который прочитал записку и настаивал, чтобы Словик её уничтожил, пока его не взяли под стражу, на что Словик ответил отказом. Он предстал перед подполковником Россом Хенбестом, который снова предложил ему возможность разорвать записку, вернуться в свою часть и не иметь дел ни с какими дополнительными обвинениями. После того, как Словик снова отказался, Хенбест приказал Словику написать ещё одну записку на обратной стороне первой, заявив, что он полностью понимает правовые последствия намеренного самокомпрометирования запиской и что она будет использоваться в качестве доказательства против него на военном трибунале.
Словик был взят под стражу и отдан под суд. Подполковник Генри Соммер из военно-юридической службы снова предложил Словику возможность вернуться в подразделение со снятием обвинений. Он предложил отправить Словика в другой полк, где никто не будет знать о его прошлом, а он может начать с чистого листа. Словик, убеждённый, что ему угрожает только тюремное заключение, с которым у него был опыт, предпочёл бороться, отказавшись и сказав, что он решился идти под трибунал.

## Трибунал и казнь
28-я дивизия планировала начать атаку в Хюртгенском лесу. Ближайшее нападение было известно каждому военнослужащему, и потери ожидались очень высокие, так как длительная борьба в области была необычно изнурительной. Решимость немцев отстоять лес, местность и погода свели на нет американское преимущество в бронетехнике и воздушной поддержке. Незначительное количество солдат (менее 0,5 %) сказали, что они предпочитают быть заключёнными в тюрьму, чем участвовать в бою, и темпы дезертирства и других преступлений начали расти. Словику было предъявлено обвинение в дезертирстве, чтобы избежать опасности, военным судом 11 ноября 1944 года. Словик должен был быть судим военным судом в составе сотрудников из других частей армии США, потому что все офицеры 28-й пехотной дивизии воевали на фронте. Прокурор, капитан Джон Грин, представил свидетелей, которым Словик заявил о своем намерении сбежать. Адвокат, капитан Эдвард Вудс, объявил, что Словик отказался от дачи показаний. Девять сотрудников трибунала признали Словика виновным и приговорили его к смертной казни. Приговор был рассмотрен и утверждён командиром дивизии генерал-майором Норманом Кота.
9 декабря Словик написал письмо генералу Дуайту Эйзенхауэру, умоляя о помиловании. Однако дезертирство стало системной проблемой во Франции, и битва в Арденнах началась с тяжёлых потерь США и попаданием в окружение нескольких батальонов, что привело к огромному напряжению в рядах пехотинцев. Эйзенхауэр утвердил приговор 23 декабря, отметив, что это было необходимо, чтобы предотвратить дальнейшее дезертирство. Приговор стал шоком для Словика, ожидавшего увольнения с лишением прав и привилегий и тюремного срока (который по идее будет уменьшен после окончания войны), что соответствовало наказаниям других дезертиров.
Словика расстреляли в 10:04 31 января 1945 года, недалеко от деревни Сент-Мари-о-Мин. Словик сказал солдату, обязанностью которого было подготовить его к расстрелу, прежде чем они привели его к месту казни: «Они не расстреливают меня за дезертирство из армии США: тысячи парней сделали то же самое. Им просто необходимо сделать из кого-то пример, и этот кто-то — я, потому что бывший заключённый. Я крал вещи, когда я был ребёнком, и это то, за что они расстреливают меня. Они расстреливают меня за хлеб и жевательную резинку, которые я украл, когда мне было 12 лет».
Словика, одетого в форму без знаков различия, вывели во двор дома для расстрела, который был выбран, потому что там была высокая каменная кладчатая стена. Командиры не хотели, чтобы местные французские гражданские стали свидетелями казни. Его привязали к столбу ремнями. На голову ему надели чёрный кожух. Пришедший священник сказал: «Эдди, когда вы окажетесь Там, прочтите за меня небольшую молитву». Словик ответил: «Хорошо, отец. Я буду молиться, чтобы вы не последовали за мной слишком рано». Это были его последние слова.
Расстрельную команду составили двенадцать солдат 109-го полка. В качестве оружия использовались стандартные винтовки М1. Одна из них была с пустой обоймой. По команде «Огонь», в Словика попали одиннадцать пуль. Раны варьировались от области шеи до левого плеча, левой стороны груди и области под сердцем. Одна пуля была в левом плече. Армейский медик быстро определил, что Словик не был убит немедленно. Винтовки начали перезаряжать для другого залпа. Возмущённый священник сказал: «Дайте ему ещё один залп, если вам это так нравится!» Но Словик умер, пока перезарядка ещё не была окончена. Ему было 24 года. Весь процесс занял около 15 минут.
Военный билет Эдди Словика, в настоящее время доступный в NPRC-MPR как открытый документ, предоставляет подробную информацию о фактическом исполнении казни Словика.
Словик похоронен на участке E американского мемориального кладбища Уаз-Эн, наряду с 95 американскими солдатами, казнёнными за изнасилования и/или убийства. Их надгробные плиты скрыты от глаз кустарником и имеют порядковые номера вместо имён, что делает невозможным установить их личность по отдельности, не зная ключа. Его жена, Антуанетта, в течение жизни безуспешно ходатайствовала о получении останков и пенсии мужа и обращалась к семи президентам США с просьбой о реабилитации, пока не умерла в 1979 году. Дело Словика было рассмотрено в 1981 году комиссаром округа Макомб Бернардом Б. Калка, польско-американским ветераном Второй мировой войны, который продолжал обращаться в армию, чтобы вернуть останки Словика. В 1987 году ему удалось убедить президента Рональда Рейгана, что их надо вернуть. Калка собрал $8000, чтобы оплатить их перевозку из Франции в детройтское Кладбище Вудмир, где Словик перезахоронен рядом с женой.

## Контекст и наследие
В вооружённых силах по всему миру трибуналы выносили смертные приговоры за такие преступления, как трусость, дезертирство, неподчинение и бунт.
Во время Первой мировой войны США казнили 35 солдат, но все они были осуждены за изнасилование или убийство, а не за воинские преступления.
Во время Второй мировой войны США казнили 102 солдат за изнасилование или убийство, но только Словик был казнён за дезертирство.
В 1960 году Фрэнк Синатра объявил о своём намерении снять фильм под названием «Казнь рядового Словика» по сценарию Альберта Мальца из голливудского чёрного списка. Это заявление вызвало большое возмущение, и Синатра был обвинён в сочувствии к коммунистам. Поскольку Синатра выступал в поддержку Джона Ф. Кеннеди на пост президента, эти обвинения компрометировали весь лагерь Кеннеди, что заставило Синатру отменить проект.
Однако казнь Словика стала основой для книги Уильяма Брэдфорда Хьюи 1954 года. В 1974 году книга была адаптирована для телефильма «Казнь рядового Словика» в главной роли с Мартином Шином. Кроме того, сцены утверждения казни Эйзенхауэром и расстрела Словика включены в фильм «Победители» 1963 года Карла Формана.
Курт Воннегут упоминает о казни Словика в своей книге «Бойня номер пять». Воннегут также написал либретто для оперы Игоря Стравинского «История солдата», в котором рассказывается история Словика. Словик также появляется в романе «Articles of War» Ника Арвина. Британская рок-группа IQ также упоминает Словика в своей песне «For the Taking».